# 유우키 유우나는 용자다
《유우키 유우나는 용자다》(  結城友奈は勇者である    유키 유나와 유샤데아루[*])는 일본의 오리지널 텔레비전 애니메이션이다. 키시 세이지(岸誠二)가 감독을 맡고 스튜디오 고쿠미(Studio五組)가 제작하였다. 마이니치 방송에서 2014년 10월 16일부터 12월 25일까지 제1기, 2017년 10월 7일부터 2018년 1월 6일까지 제2기로 방영되었다. 더욱 제3기의 제작 결정이 2020년 8월에 밝혀졌다. 제3기는 2021년 10월 2일부터 12월 18일까지 방영되었다.

## 줄거리
유우나, 미모리, 후우, 이츠키는 모두 산슈 중학교 용자부(讃州中学勇者部)의 부원인데, 어린 아이들에게 용사와 악당이 싸워서 용사가 이기는 인형극을 해 주는 등 주위를 여러 방면으로 도와준다. 어느 날, 그들은 광선을 받고서 이상한 숲으로 순간 이동을 하게 되는데, 버텍스 같은 악한 괴물들이 신성한 숲(神樹)을 파괴하고선 세계까지 파괴하려 하고 있었다. 특별한 방법을 통해 마력을 받고 용사들은 세계를 구하기 위해 진정한 영웅이 된다.

## 등장인물
유우키 유우나(일본어: 結城 友奈)
성우 - 테루이 하루카 / 잰시 후인
중학교 2학년. 용자부 부원.
토고 미모리(일본어: 東郷 美森)
성우 - 미모리 스즈코 / 에리카 할래커
중학교 2학년. 용자부 부원.
이누보자키 후우(일본어: 犬吠埼 風)
성우 - 우치야마 유미 / 에리카 멘데즈
중학교 3학년. 용자부 부장.
이누보자키 이츠키(일본어: 犬吠埼 樹)
성우 - 쿠로사와 토모요 / 브리애나 니커보커
중학교 1학년. 용자부 부원. 언니인 후우를 존경함.
미요시 카린 (일본어: 三好 夏凛)
성우 - 나가스마 유리 / 사라 앤 윌리엄스
중학교 2학년. 용자부 부원.

## 애니메이션
"유우키 유우나는 용자다"의 오프닝은 "별과 꽃"(ホシトハナ)이고, 엔딩은 "아우로라 데이즈"인데, 두 곡 모두 테루이 하루카, 우치야마 유미, 쿠로사와 토모코, 미모리 스즈코가 불렀다.

### 제작진
- 원작 - Project 2H[1]
- 기획 원안 - 타카히로(タカヒロ) (미나토 소프트(みなとそふと))[1]
- 감독 - 키시 세이지(岸 誠二)[1]
- 시리즈 구성 - 우에즈 마코토(上江洲 誠)[1]
- 캐릭터 디자인 원안 - BUNBUN[1]
- 애니메이션 캐릭터 디자인·총작화 감독 - 사카이 타카히로[1]
- 음악 - 오카베 케이이치(岡部 啓一), 모나카(MONACA)[2]
- 애니메이션 제작 - 스튜디오 고쿠미(Studio五組)[1]